# Carlos Bianchi
Carlos Bianchi (Buenos Aires, 26 de abril de 1949) é um ex-futebolista e ex-treinador de futebol argentino.

## Carreira

### Como jogador
Iniciou sua carreira futebolística no Club Atlético Vélez Sarsfield, do qual se tornou o maior artilheiro da história da equipe com 206 gols. Foi campeão argentino e se transferiu para o Stade de Reims, em 1973, para fazer história também no futebol francês, sendo três vezes artilheiro do Campeonato Francês.
Em 1977, foi contratado pelo Paris Saint-Germain, onde foi artilheiro do certame nacional por mais duas oportunidades. Depois de uma passagem rápida pelo RC Strasbourg, retornou ao Vélez Sarsfield, em 1980, permanecendo por quatro anos e encerrando a carreira no Stade de Reims, em 1985.

#### Seleção Argentina
Pela Seleção Argentina, marcou 7 gols em 14 jogos entre 1970 e 1972.

### Como treinador

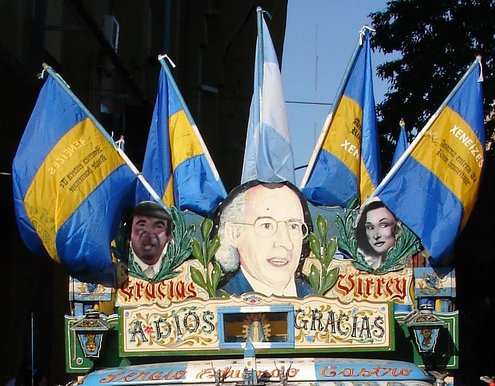
Como técnico Bianchi se tornou o maior vencedor da Copa Libertadores da América, com conquistas em 1994, 2000, 2001 e 2003, e ganhou a alcunha de Mr. Libertadores (aqui, em uma homenagem feita pelos adeptos do Boca Juniors).

Tornou-se técnico de sucesso, primeiramente no Stade de Reims, logo após encerrar a carreira de jogador. Passou ainda por OGC Nice e Paris FC, sem muito sucesso.
Entre 1993 e 2003, treinou o Vélez Sarsfield e o Boca Juniors, além de uma passagem rápida pela Roma. Nos dois times argentinos, Bianchi venceu quatro vezes a Copa Libertadores da América e ganhou a alcunha de "Mr. Libertadores", um vice campeonato da Libertadores em 2004 (o título daquele ano foi conquistado pelo Once Caldas em disputa de pênaltis por 2 a 0 após empate por 1 x 1 no tempo normal durante a segunda partida. Na primeira, na Argentina, terminara em 0 x 0) além de sete títulos argentinos, três mundiais  (um com o Velez em 1994 e dois com o Boca em 2000 e 2003, sendo que em 2001 ficou com o vice ao perder por 1 x 0 para o Bayern de Munique no segundo tempo da prorrogação) e uma Copa Interamericana. Foi eleito por cinco anos o melhor treinador da América do Sul e duas o melhor do mundo.
Após uma temporada não muito bem sucedida na equipe do Atlético de Madrid, em 2005, e devido a uma enfermidade de sua filha, anunciou sua aposentadoria em fevereiro de 2006. Exerceu o cargo de "manager" de futebol no Boca Juniors, sendo o principal dirigente de futebol desta agremiação. Em Dezembro de 2012, anunciou seu retorno como treinador, novamente no Boca Juniors. Em agosto de 2014, foi demitido após uma derrota por 3x1 para o Estudiantes pela 4ª rodada do Campeonato Argentino.

## Títulos

### Como jogador
Vélez Sársfield
- Campeonato Argentino: 1968

### Como treinador
Vélez Sársfield
- Copa Libertadores (1): 1994
- Copa Intercontinental  (1): 1994
- Copa Interamericana (1): 1994
- Campeonato Argentino: 1993 (Clasura), 1995 (Apertura), 1996 (Clasura)

 Boca Juniors
- Copa Libertadores (3): 2000, 2001, 2003
- Copa Intercontinental (2): 2000, 2003
- Campeonato Argentino: 1998 (Apertura), 1999 (Clasura), 1999 (Apertura), 2000 (Apertura)

## Artilharia
Vélez Sársfield
- Campeonato Argentino: 1970 - nacional (18 gols), 1971 - metropolitano (36 gols), 1981 - nacional (15 gols)

 Stade de Reims
- Ligue 1: 1973-1974 (30 gols), 1975-1976 (34 gols), 1976-1977 (28 gols)

 Paris Saint-Germain
- Ligue 1: 1977-1978 (37 gols), 1978-1979 (27 gols)

## Títulos individuais
- Melhor treinador do Mundo: 2000, 2003
- Melhor treinador da América do Sul: 1994, 1998, 2000, 2001 e 2003